# Dumitru Marcu
Dumitru Marcu (* 9. April 1950 in Drăghiceni) ist ein ehemaliger rumänischer Fußballspieler und -trainer. Er bestritt insgesamt 283 Spiele in der Divizia A. In den Jahren 1974 und 1980 gewann der Stürmer mit Universitatea Craiova die rumänische Meisterschaft.

## Karriere

### Verein
Aus der Jugend von CFR Caracal hervorgegangen wechselte Marcu im Jahr 1970 zu Steaua Bukarest. Dort kam er nur unregelmäßig zum Einsatz. Anfang 1972 schloss er sich Universitatea Craiova an. Dort wurde er auf Anhieb zur Stammkraft im Sturm. Mit der Meisterschaft 1974 gewann er seinen ersten Titel. Nach den beiden Pokalsiegen 1977 und 1978 kam er in der Spielzeit 1979/80 lediglich zu einem Einsatz, konnte aber seine zweite Meisterschaft feiern. Er verließ den Klub zu Mecanica Fină Bukarest in die Divizia B. Im Sommer 1981 kehrte er zu Steaua zurück, wechselte aber nach lediglich sieben Einsätzen im Sommer 1982 zurück zu Mecanica Fină.
Im Jahr 1984 unternahm Marcu einen erneuten Anlauf in der Divizia A, wo ihn Gloria Buzău verpflichtete. Nach dem Abstieg 1987 beendete er seine Karriere.

### Nationalmannschaft
Marcu bestritt 16 Spiele für die rumänische Nationalmannschaft. Er debütierte am 23. April 1972 im Freundschaftsspiel gegen Peru, als er in der Halbzeitpause für Radu Jercan eingewechselt wurde und das Tor zum 2:2-Endstand erzielen konnte. Nach einem weiteren Einsatz im Freundschaftsspiel gegen Österreich am 3. September 1972 gehörte er im Jahr 1973 durchweg dem Kreis der Nationalmannschaft an. In der Qualifikation zur Weltmeisterschaft 1974 musste er mit seinem Team der DDR den Vortritt lassen. Im abschließenden Qualifikationsspiel gegen Finnland erzielte er beim 9:0-Erfolg zwei Tore.
Am 25. September 1974 kam Marcu im Freundschaftsspiel gegen Bulgarien zu seinem vorerst letzten Einsatz. In der folgenden EM-Qualifikation wurde er von Nationaltrainer Valentin Stănescu nicht berücksichtigt. Erst im Mai 1978 kehrte er in den Kreis der Nationalmannschaft zurück. Zunächst kam er im Balkan-Cup und in Freundschaftsspielen zum Einsatz. Am 4. April 1979 bestritt er im EM-Qualifikationsspiel gegen Spanien sein letztes Länderspiel.

## Erfolge
- Rumänischer Meister: 1974, 1980
- Rumänischer Pokalsieger: 1977, 1978